# ألفرد شتاينبرغ
ألفرد شتاينبرغ (بالإنجليزية: Alfred Steinberg)‏ هو صحفي أمريكي، ولد في 1917، وتوفي في 6 فبراير 1995 بسبب سكتة.